# Hope Solová

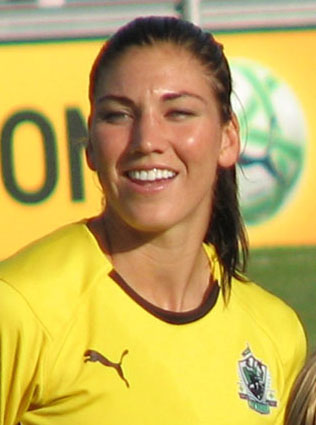
Hope Amelia Solová

Hope Amelia Solová (nepřechýleně Solo; * 30. července 1981 Richland, Washington, USA) je americká fotbalistka, fotbalová brankářka, která hraje americkou ženskou profesionální fotbalovou ligu WPS za tým Seattle Sounders Women. Jde také o americkou reprezentantku, která od roku 2007 chytá za americký národní fotbalový tým žen. V roce 2007 se stala mistryní světa, o rok později se pak na Letních olympijských hrách 2008 v Pekingu stala i olympijskou vítězkou ve fotbale žen, kdy chytala ve finálovém zápase s Brazílií . V roce 2011 se na Mistrovství světa ve fotbale žen 2011 v Německu stala vicemistryní světa, kde zářila zejména v zápase s Brazílií
, ale už nevychytala závěrečný penaltový rozstřel ve finálovém zápase s Japonskem .

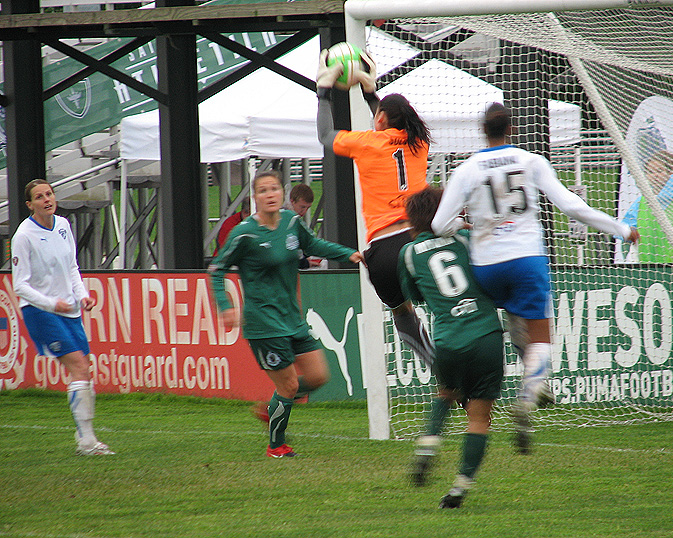
Solová zasahuje v zápase proti týmu Boston Breakers v dubnu 2010.

## Kariéra
S fotbalem začínala v juniorském věku jako klasická útočnice, kdy startovala nejprve za washingtonský tým Three-Rivers Soccer Club, poté hrála za univerzitní klub Richland High School, kde vsítila celkem 109 gólů, teprve později se stala brankářkou.
V roce 2003 se stala členkou amerického ženského profesionálního týmu Philadelphia Charge (WPS), pak několik let hrála v Evropě, nejprve ve Švédsku za Göteborg, poté i za ženský tým klubu Olympique Lyonnais ve francouzské ženské fotbalové lize. Od září 2008 přestoupila do amerického týmu Saint Louis Athletica, v roce 2010 nastupovala za tým Atlanta Beat, od roku 2011 hrála za tým magicJack. 14. února 2012 bylo oznámeno, že podepsala smlouvu s týmem Seattle Sounders Women.
V roce 2009 byl v rámci americké ženské fotbalové ligy WPS zvolena nejlepší brankářkou roku.

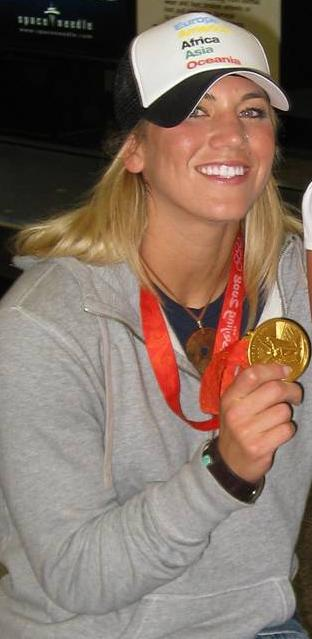
Hope Solová se svou zlatou olympijskou medailí

Je považována za nejlepší ženskou fotbalovou brankářku na světě.

## Kontroverze
V roce 2014 měla Hope Solová problémy se zákonem, neboť fyzicky napadla svoji sestru a synovce.

Po vyřazení ve čtvrtfinále fotbalového turnaje žen na LOH 2016 v Brazílii neunesla porážku a nazvala zbabělci hráčky týmu soupeře (Švédska).